# Стерлеговы
Стерлеговы (Стерлиговы) —  древний дворянский род.
В Гербовник внесены фамилии Стерлеговых и Стерлиговых:
1. Стерлеговы, потомство Ермола Фёдоровича Стерлегова, пожалованного вотчинами (1501) (Герб. Часть VII. № 18).
2. Стерлиговы, жалованные вотчинами (1630) (Герб. Часть X. № 47).

Род внесён в VI часть дворянской родословной книги Рязанской и Воронежской губерний.

## История рода
Предок фамилии Стерлеговых Ермола Фёдорович за службу по Рязани пожалован великим князем Иваном III Васильевичем вотчинами (1501). Представители рода жалованы от царя Михаила Фёдоровича вотчинами в Рязанском уезде (1630).
Род владел обширными имениями в Рязанской губернии. Поручик И. Д. Стерлегов — помещик деревни Ключ в Ряжском уезде, где действовал винокуренный завод. В середине XIX века уездный предводитель дворянства Ф. И. Стерлегов (1803—1875) основал усадьбу Старая Рязань в Спасском уезде. Ему же принадлежали село Панинское в Пронском уезде и село Никольское в Волоколамском уезде. В Спасском уезде Стерлиговы владели селом Заполье.

## Описание гербов

#### Герб. Часть VII. № 18.
В щите, разделённом горизонтально надвое, в верхней половине, в золотом поле, находится ездок, скачущий на белом коне в правую сторону. В нижней половине, на правой стороне видны плавающие в воде три серебряные стерляди, а в левом, красном поле, горизонтально означена серебряная о трёх зубцах стена и две шпаги, остроконечием обращённые вверх. Щит увенчан дворянским шлемом и короной. Намёт на щите золотой, подложенный красным.

#### Герб. Часть X. № 47.
Щит разделён на четыре части. Посредине находится малый золотой щиток, в котором изображены крестообразно две сабли, обвитые лаврами. В первой и четвёртой частях, в голубом поле находятся: в 1-й чёрный одноглавый орёл. держащий в лапах два ликторских пука с секирой и стрелы, в 4-й части — воин на белом коне, с поднятым вверх мечом, скачущий в правую сторону. Во второй и третьей частях, в серебряном поле: во 2-й на двух положенных крестообразно пушках панцирь и рыцарский шлем, а в 3-й — разрушенная крепость, у подошвы которой находятся три ядра. Щит увенчан тремя дворянскими шлемами и коронами, из которых на средней три страусовых пера. Намёт на щите голубой, подложенный серебром. Щитодержатели: с правой стороны лев, а с левой воин, держащий в левой руке копьё.